# Sainte-Marie-d'Attez
Sainte-Marie-d'Attez es una comuna nueva francesa situada en el departamento de Eure, de la región de Normandía.

## Historia
Fue creada el 1 de enero de 2016, en aplicación de una resolución del prefecto de Eure de 23 de noviembre de 2015 con la unión de las comunas de Dame-Marie, Saint-Nicolas-d'Attez y Saint-Ouen-d'Attez, pasando a estar el ayuntamiento en la antigua comuna de Saint-Ouen-d'Attez.

## Demografía
| Gráfica de evolución demográfica de Sainte-Marie-d'Attez entre 1800 y 2013 |
|                                                                            |

Los datos entre 1800 y 2013 son el resultado de sumar los parciales de las tres comunas que forman la nueva comuna de Sainte-Marie-d'Attez, cuyos datos se han cogido de 1800 a 1999, para las comunas de Dame-Marie, Saint-Nicolas-d'Attez y Saint-Ouen-d'Attez de la página francesa EHESS/Cassini. Los demás datos se han cogido de la página del INSEE.

## Composición
| Comuna delegada       | Código INSEE | Población (2013) | Superficie (km²) | Densidad (hab./km²) |
| --------------------- | ------------ | ---------------- | ---------------- | ------------------- |
| Dame-Marie            | 27195        | 107              | 11.37            | 9                   |
| Saint-Nicolas-d'Attez | 27573        | 167              | 5.16             | 32                  |
| Saint-Ouen-d'Attez    | 27578        | 280              | 9.51             | 29                  |